# Liberal Party (Verenigd Koninkrijk)

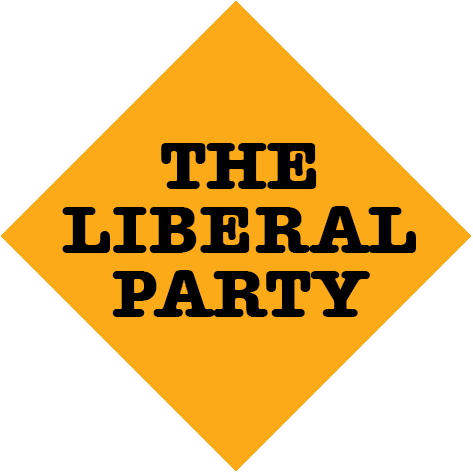
Logo van voor 1988

De Liberal Party was in de 19e en het begin van de 20e eeuw een van de twee grote politieke partijen in het Verenigd Koninkrijk.
In de periode van na de Eerste Wereldoorlog tot 1988 was de partij de op twee na grootste politieke partij in de tweede helft van de 20e eeuw. Op 2 maart 1988 fuseerde de partij met de Sociaal-Democratische Partij (SDP) om samen de vandaag nog steeds bestaande Liberal Democrats te vormen.
De partij kwam uit de Whigs en de radicalen voort. De partij werd in 1859 opgericht. In de jaren 1870 ontstonden er spanningen tussen de linker- en de rechtervleugel, vooral over de Ierse kwestie. In 1886 werd met steun van deze rechtervleugel Gladstones Home Rule Bill voor Ierland verworpen, en scheurde de partij.
Een Unionistische afsplitsing onder William Cavendish, de latere hertog van Devonshire, sloot zich na verloop van tijd aan bij de Conservatieven.
Oorspronkelijk een platform voor aanhangers van het klassieke liberalisme bewoog de partij zich vanaf het einde van de 19e eeuw steeds meer in richting van het sociaalliberalisme. 
Van 1906 tot 1922 leidde de partij onafgebroken de regering, meestal met steun van de nieuwe Labour Party en van de Ierse Lagerhuisleden. Tijdens de Eerste Wereldoorlog was er  een nationale coalitie. Na het vertrek van David Lloyd George in 1922 was het afgelopen met de liberale regeringen. Als grote partij werden de Liberals afgelost door de Labour Party. Alleen nog in geval van een "hung parliament", zoals in 1929, was er een plaatsje voor liberale ministers.
De vleugels bleven echter botsen, en in 1932 trad opnieuw een scheuring op. De liberale ministers traden onder leiding van partijleider Herbert Samuel uit de regering van de socialist Ramsay MacDonald, die met invoertarieven wegens de economische wereldcrisis een
einde had gemaakt aan de vrijhandel. Dissidente liberalen namen evenwel hun plaatsen in, en vormden in het volgend jaar de Liberal Nationals. Hun leider werd John Simon. Pas tijdens de Tweede Wereldoorlog herenigden beide vleugels zich.
De partij was op het eind van haar bestaan een centrumlinkse partij.